# L’Hospitalet de Llobregat (Gerichtsbezirk)
Der Gerichtsbezirk L’Hospitalet de Llobregat ist einer der 25 Gerichtsbezirke in der Provinz Barcelona.
Der Bezirk umfasst die Gemeinde L’Hospitalet de Llobregat auf einer Fläche von 13,62 km² mit dem Hauptquartier in L’Hospitalet de Llobregat.